# ساندرو کوستا
ساندرو کوستا (انگلیسی: Sandro Costa؛ زادهٔ ۲۳ سپتامبر ۱۹۹۵) بازیکن فوتبال اهل پرتغال است.
از باشگاه‌هایی که در آن بازی کرده‌است می‌توان به باشگاه فوتبال ژیل ویسنته اشاره کرد.